# Daebong-dong
Daebong-dong (koreanska: 대봉동) är en stadsdel i staden Daegu i den sydöstra delen av Sydkorea, 240 km sydost om huvudstaden Seoul. Den ligger i stadsdistriktet Jung-gu.

## Indelning
Administrativt är Daebong-dong indelat i:
| Namn    | Namn               | Yta km² | Invånare 31 dec 2020 |
| ------- | ------------------ | ------- | -------------------- |
| 대봉1동 | Daebong 1(il)-dong | 0,59    | 7 753                |
| 대봉2동 | Daebong 2(i)-dong  | 0,25    | 2 412                |